# تيزي لوساطا (أغبال)
تيزي لوساطا هي إحدى مشيخات المملكة المغربية، تتبع جغرافيا لإقليم بركان وإداريًا لأغبال. يقدر عدد سكانها بـ 2069 نسمة حسب الإحصاء الرسمي للسكان والسكنى لسنة 2004.